# Rampieux
Rampieux – miejscowość i gmina we Francji, w regionie Nowa Akwitania, w departamencie Dordogne.
Według danych na rok 1990 gminę zamieszkiwało 155 osób, a gęstość zaludnienia wynosiła 13 osób/km² (wśród 2290 gmin Akwitanii Rampieux plasuje się na 1021. miejscu pod względem liczby ludności, natomiast pod względem powierzchni na miejscu 936.).